# Библиотека для слабовидящих Азербайджана
Библиотека для слабовидящих Азербайджана — информационное учреждение для слабовидящих Азербайджана. Основная деятельность библиотеки — обеспечение слабовидящих в стране литературой, напечатанной шрифтом Брайля, и «говорящими книгами» (аудиокассеты, компакт-диски). Открыта с 1981 года.
Библиотека руководствуется действующим законодательством Азербайджанской Республики, Законом «О библиотечных делах», приказами и решениями Министерства культуры и туризма Азербайджанской Республики, а также Уставом библиотеки. Распоряжение Президента Азербайджанской Республики г-на Ильхама Алиева от 6 октября 2008 года об утверждении «Государственной программы развития библиотечно-информационной сферы в Азербайджанской Республике на 2008—2013 годы» явилось новым этапом в развитии библиотечной работы.

## История
Для улучшения библиотечных и информационных услуг для людей с нарушениями зрения возникла необходимость в централизации библиотек и звуковых библиотек, расположенных в помещениях тогда ещё Азербайджанского общества слепых в Баку. Такие библиотеки существовали и в бывших советских республиках. Таким образом, постановлением Президиума Центрального Управления Общества Слепых Азербайджанской Республики от 23 мая 1980 года № 11 было издано распоряжение о создании Центральной библиотеки республики.
1 июня 1981 года библиотека открылась. Однако из-за финансовых трудностей в бюджете Азербайджанского общества инвалидов по зрению не было возможности платить сотрудникам библиотеки и покупать новые «говорящие книги».
В связи с этим 1 января 1994 года Центральная библиотека Азербайджанской Республики была передана Министерству культуры Азербайджанской Республики.
Основная задача библиотекарей библиотеки, охватывающей все возрастные категории, — это индивидуальный подход к читателям.
Индивидуальный подход учитывает уровень зрения читателя, степень адаптации к объекту и другие особые факторы.
Услуги мобильной библиотеки предоставляются на дому для читателей, которые живут одни и не могут свободно передвигаться. Кроме того, если учащиеся имеют инвалидность, их обучают кириллице и латинскому алфавиту Брайля, а также учат пользоваться компьютерами, оснащенными программным обеспечением для чтения с экрана Caus.
Библиотека насчитывает 1 200 читателей.
За последние 5 лет 25 читателей библиотеки были приняты в высшие и средние специальные школы.
Значительный прогресс достигнут в укомплектовании библиотеки специальными изданиями, доведя общий объём фонда до 25 000 экземпляров.
Библиотеке передано 4976 книг, изданных указами Президента Азербайджанской Республики.
Использованные и просроченные диски копируются с оригинала на новые копии в студии звукозаписи библиотеки и добавляются в фон для повторного использования.
Республиканская библиотека для инвалидов по зрению оснащена современным оборудованием.
В результате расширенные копии «говорящих книг» бесплатно передаются центральным библиотечным системам в регионах или местным отделениям Общества слабовидящих.
Библиотека тесно сотрудничает с Республиканским обществом инвалидов по зрению. На регулярных мероприятиях проводится опрос читателей с ограниченными физическими возможностями, и при выборе литературы для заказа учитываются пожелания каждого читателя.

## Здание библиотеки
С 1 июня 1981 года библиотека находится в подвале четырёхэтажного дома на 262 кв.м. в городе Баку, 2 Уголок Мира, дом 2.

## Структура библиотеки
Отделы:
1. Абонентский отдел
2. Читальный зал
3. Звукозаписывающая студия
4. Фонотека
5. Отдел книг Брайля
6. Департамент традиционной книги